# Erythropterus amabilis
Erythropterus amabilis là một loài bọ cánh cứng trong họ Cerambycidae.